# 싱싱 농수산
싱싱 농수산은 KBS 1라디오에서 방송했던 시사프로그램이다. 지금은 폐지된, 장수 프로그램이었던 "밝아오는 새아침"을 실질적으로 계승하는 프로그램이기도 했다.
2009년 10월 26일부터 2013년 4월 7일까지는 "농수산 오늘"이었으나 2013년 4월 8일부터는 "싱싱 농수산"으로 타이틀을 바꿨다가, 2019년 9월 15일 방송을 마지막으로 6년만에 폐지되었다. 후속으로 "건강 365"가 방송된다
진행자는 김희수 아나운서이며, 방송시간은 매일 새벽 5시 5분부터 새벽 5시 55분까지이다.